# Iglesia de San Pedro (Priego de Córdoba)
La iglesia de San Pedro es un templo católico situado en el municipio español de Priego de Córdoba, en la provincia homónima (Andalucía). Se encuentra ubicada en la plaza de San Pedro.

## Historia
Parece ser que la antigua ermita de San Pedro de Priego de Córdoba, antes mezquita árabe, existiera en 1226, al conquistarse la Villa por San Fernando, aunque la primera documentación que se tiene data de 1480. En su lugar, pasado el tiempo, se fundó y construyó el convento de alcantarinos, cuya iglesia barroca aún se conserva. 
Fue utilizada como oficial por el Cabildo, a cuya iniciativa se debe, hasta la década de 1920, en que el Ayuntamiento empieza a celebrar cultos oficiales en la parroquia de la Asunción; es por la importancia que tuvo el templo que la imagen de la Inmaculada Concepción de José de Mora que llegó a Priego en 1696, fuese nombrada alcaldesa perpetua de la Villa en 1945.
La fundación de este convento se verificó en 1662, estableciéndose en un principio en la ermita de San Luis, extramuros de la población, pero el lugar era bastante incómodo por la estrechez del edificio y por la insalubridad del sitio, motivos que obligaron a los frailes a solicitar el traslado del convento a un emplazamiento más conveniente. Los alcantarinos consiguieron el permiso necesario y se mudaron a la citada ermita de San Pedro, en 1664; ese mismo año, el día 20 de mayo, se puso la primera piedra de la iglesia, cuyo crucero estaba concluido en 1683 y toda la fábrica, incluida la decoración, en 1690, cuando se deposita al Santísimo Sacramento (aparece el año 1683 en uno de los muros exteriores del crucero, en concreto en la cornisa, y el de 1690 está pintado en una de las cartelas que forman la decoración del crucero).
Es la sede canónica de la Real Hermandad y Cofradía del Santo Entierro de Cristo y María Santísima de la Soledad Coronada desde su fundación el 20 de enero de 1594.

## Arquitectura
Del antiguo edificio sólo queda la iglesia la cual responde al típico modelo de templo conventual de planta de cruz latina con capillas laterales, comunicadas entre sí, cubriéndose con bóvedas de medio cañón con lunetos, excepto el tramo central del crucero que lo hace con una media naranja, sobre pechinas. Sus proporciones, propias de la fábricas de los alcantarinos, son reducidas y sus muros muy gruesos, produciendo todo ello la impresión de una gran pesadez. No obstante, es de interés esta iglesia porque en ella aparecen las primeras yeserías barrocas. Éstas, colocadas fundamentalmente en el crucero, son características de finales del siglo XVII, con una hojarasca muy carnosa y poco detallada en su tratamiento; en el anillo de la media naranja forman unos modillones y en la pechinas de la misma unas cartelas con coronas, bajo las cuales se hallan las insignias de San Pedro y San Francisco, más los símbolos de los Evangelistas. También cabe destacar las placas de hojarasca de los machones del crucero, que aparecen encima de unos planos y delgados placados, los primeros del Barroco prieguense, que recuerdan a otros similares de algunas obras granadinas y cordobesas de l último tercio del siglo XVII. Las yeserías de la nave, más naturalista, pertenecen al siglo XVIII y se pueden atribuir a Jerónimo Sánchez de Rueda y a Juan de Dios Santaella.

### Retablo mayor

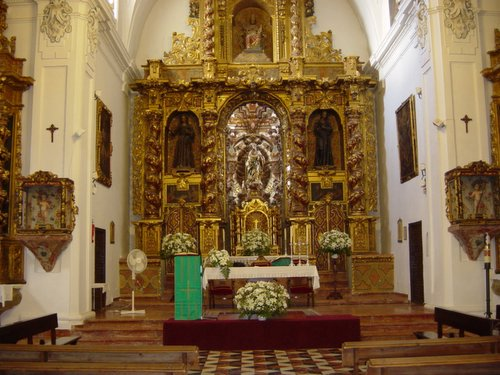
Altar Mayor

Una vez concluida la fábrica del templo, a los frailes les quedaba por contemplar su ornato con algunos retablos, al menos con el mayor y los dos colaterales del crucero. La empresa se acometió pronto, ya que estos tres retablos se estaban realizando en 1701, por los hermanos Sánchez de Rueda, con proyectos de Hurtado, aunque debieron comenzar en 1696, después de haber terminado este último maestro el retablo mayor de los alcantarinos de Córdoba, que probablemente lo recomendaron a los de Priego.
El retablo mayor presenta un cuerpo único de tres calles y un ático superior, formados ambos por columnas salomónicas decoradas por follajes, tan típicas de las producción de Hurtado y de los retablos del momento. A mediados del siglo XVIII se formaran las puertas laterales y el expositor central, probablemente por Juan de Dios Santaella. Los retablos colaterales de San José y San Francisco de Asís son una versión simplificada del mayor, con un cuerpo de una sola calle, encuadrado por columnas salomónicas y de rica decoración de follaje.
En estos tres retablos se reparten unas bellísimas esculturas de muy finales del siglo XVII y de escuela granadina, según Sánchez-Mesa de Diego de Mora, aunque también parece que intervino en ellas José Risueño. Se destaca la Inmaculada del retablo mayor, sin ningún tipo de dudas la más hermosa de Priego; por su fino rostro y excelente tratamiento de los paños que puede considerarse como una de las mejores tallas del referido Diego de Mora. Las otras imágenes que corresponden a este autor son las de Santa Rosa de Viterbo , la de San José y la de San Francisco, estas dos últimas de los retablos colaterales; la talla de Santa Rosalía no pertenece a los talleres granadinos, ya que el Ayuntamiento la encargó a Madrid, en 1681.
De Risueño es la pequeña talla de la Virgen Niña, que se encuentra en el banco del retablo colateral de San Francisco, también pertenece a Risueño el Niño Jesús de la Pasión de la sacristía
Los retablos de las capillas laterales, de San Diego de Alcalá, de San Pedro Apóstol de San Antonio, son, del siglo XVIII y con toda seguridad de Jerónimo Sánchez de Rueda, quien realizó el del Venerable Orden Tercero, hoy desaparecido, que ocupaba la capilla de la Virgen de Lourdes, y hoy capilla del Santo Entierro de Cristo. Cuentan estos retablos con unas interesantes tallas de sus santos titulares, obras barrocas de escuela granadina, dentro del círculo de los Mora.

### Camarín de la Inmaculada

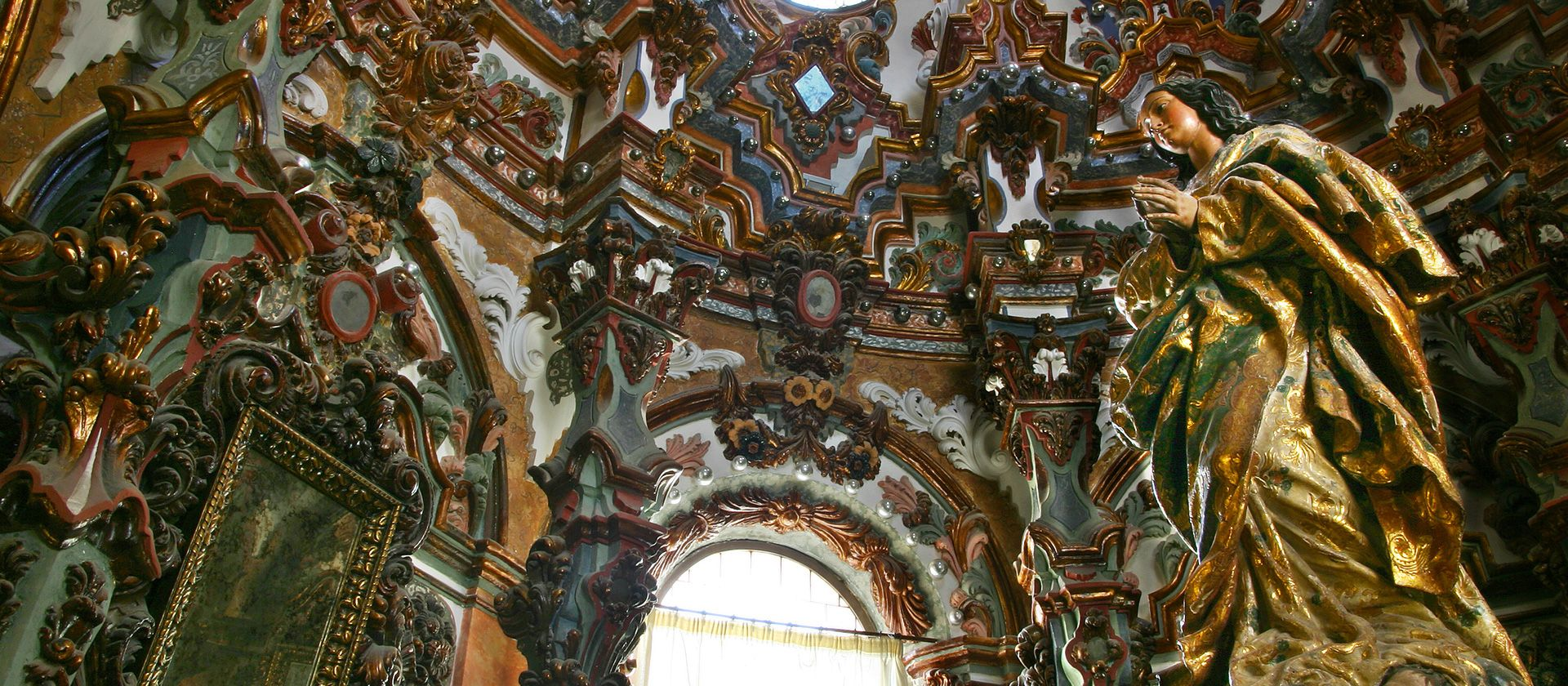
Camarín de la Inmaculada Concepción

En 1739 se acabó de construir el camarín del retablo mayor, pues este año se colocó en él la bella imagen de la Inmaculada, que hasta entonces había estado en una hornacina. 
Jerónimo Sánchez de Rueda se encargaría de su fábrica aunque la decoración se corresponde más bien a su discípulo Juan de Dios Santaella. 
Este camarín, de grandes dimensiones, es un organismo centralizado, de planta octogonal, coronado por una media naranja con linterna ciega, de estirpe borrominesca , dado el juego de curvas que se insinúa en ella. La iluminación resulta misteriosa, pues proviene de dos ventanas laterales, ocultas desde el plan del templo, y de unos óculos abiertos en los casquetes de la media naranja. Su decoración se basa en la alternancia de tallas de madera, en el banco y de yeserías, en el resto. Presenta unos ángulos y sobre el basamento de madera unos estípites de delicado tratamiento, y con oreas de cerdo, propias de Santaella; sobre ellos se levanta la cornisa con sus ascensos y descensos, sus múltiples líneas y planos y sus elaboradas volutas. El resto de la ornamentación es una orgía de placados, elementos arquitectónicos, volutas, follajes, tiene espejos embutidos y una policromía diversa, en oros, patas, rojos, azules y verdes.
La imagen de la Inmaculada Concepción es una muy bella talla barroca de José de Mora fechada en 1696, imagen que llega desde Granada siendo recibida en Almedinilla por una multitud de gente y soldados para transportarla a Priego. Esta imagen va a convertirse en protagonista de los hechos sociales más sobresalientes en la localidad.

### Portada
Santaella parece que se ocupó asimismo de la portada principal de esta iglesia, de hacia 1765. Su esquema y tratamiento recuerdan los de las demás portadas de la época aunque es la más pobre y plana, careciendo de la dinámica y de la combinación de mármoles de colores que las demás tienen. 
Su pobre aparato ornamental incluye unas incipientes rocallas, que las podemos considerar como unas de las primeras del Priego Barroco.

### Capilla y camarín de la Virgen de la Soledad

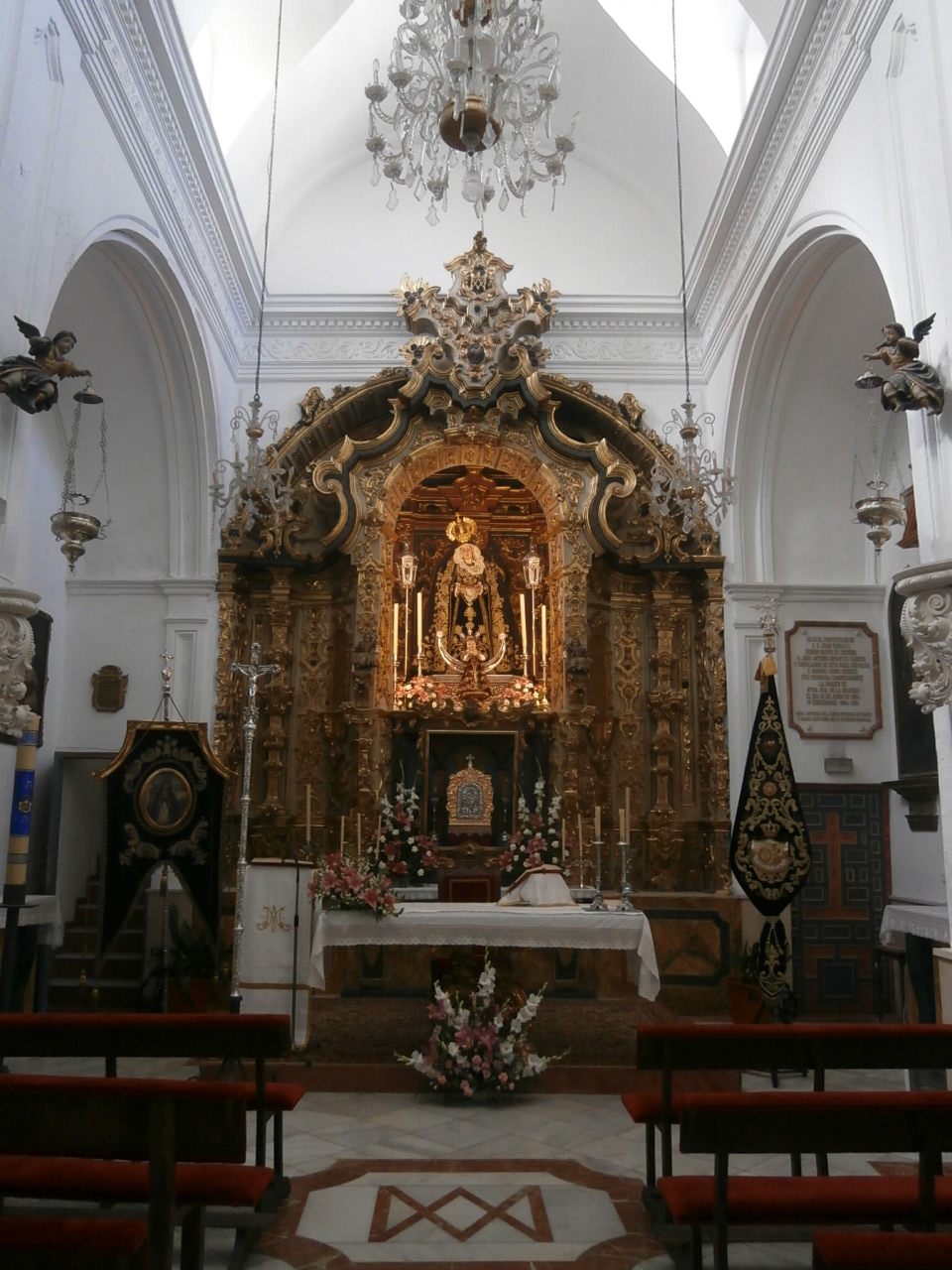
Capilla de Nuestra Señora de la Soledad

Junto al brazo del crucero del lado del Evangelio, al mismo tiempo que se hacía la iglesia, se formó una capilla dedicada a Nuestra Señora de la Soledad, titular de la Real Hermandad y Cofradía del Santo Entierro de Cristo y María Santísima de la Soledad Coronada luego reformada en los siglos XVIII y XIX. 
Su camarín fue realizado a partir de 1748 por los hermanos Manuel y Antonio Álvarez; posteriormente, hacia 1780, Francisco Javier Pedraxas debió de tallar el revestimiento de madera que hoy luce. Rococó con ángulos achaflanados, entre estípites y con un tipo de cubierta donde se practican unas aberturas laterales destinadas a dar luz. En el centro de él se halla la imagen barroca de candelero de la Virgen de la Soledad.
El retablo también es rococó y se puede atribuir a Francisco Javier Pedraxas, que era miembro de a cofradía titular. Entre otros retablos, y bajo dosel, se encuentra un Crucificado, Cristo del Descendimiento, fechado en 1629 y del escultor sevillano Juan Fernández de Lara escoltado por Santa María Magdalena y San Juan Evangelista.

### Sepultura del conde de Superunda

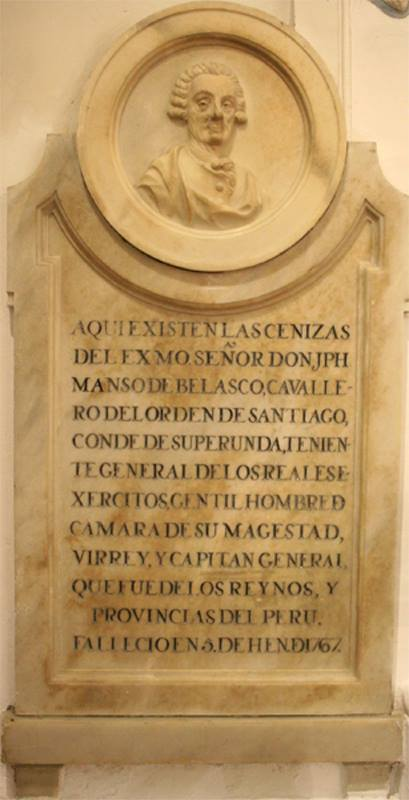
Tumba del conde de Superunda

Conviene recordar la última voluntad del Conde de Superunda, capitán general de Chile y virrey de Perú, de ser enterrado junto a la capilla de la Virgen de la Soledad, un 7 de enero de 1767.
En la lápida de mármol , coronada con su efigie, colocada en la parte izquierda de la cancela de la capilla, se lee:

Aquí existen las cenizas de Exmo. Señor, Don Jph. Manso de Belasco, Cavallero del Orden de Santiago, Conde de Superunda, Teniente General de los Reales Exércitos, Gentil Hombre de Cámara de su Magestad, Virrey, y Capitán General, que fue de los Reynos y provincias de Perú. Falleció en 5 de hen. de 1767.